# ЛГБТ+ тематика у стриповима
ЛГБТ теме у стриповима релативно су нови концепт, јер су лезбејске, геј, бисексуалне и трансродне (ЛГБТ) теме и ликови историјски намерно изостављени из садржаја стрипова и њихових претходника, због цензуре или свесности да су стрипови били су за децу. У двадесетом веку, популарност стрипова у САД, Европи и Јапану применила је различите приступе ЛГБТ темама. Са само минималном пажњом на ЛГБТ ликове у раном делу века користећи наговештај, подтекст и закључак, да би се касније и у двадесет првом веку исправно прихватило, истражујући изазове изласка и дискриминације у друштву, ЛГБТ теме у стриповима одражавају промену ка прихватању светских ставова о хомосексуалности, унакрсном одевању и родном дисфоријом. Квир теоретичари су приметили да се ЛГБТ ликови у главним стриповима обично приказују као асимилирани у хетеросексуално друштво, док је у алтернативним стриповима наглашена разноликост и јединственост ЛГБТ културе.
Уз било какво спомињање хомосексуалности у главним стриповима Сједињених Држава забрањеним од стране Комик Код Ауторити (ККА) између 1954. и 1989., ранији покушаји истраживања ових питања у САД попримили су облик суптилних наговештаја или подтекста у вези са сексуалном оријентацијом лика. ЛГБТ теме обрађиване су у притајеној групи од почетка 1970-их па надаље. Независно објављени једнократни стрипови и серије, произведени од стране геј креатора који садрже аутобиографске приче о питањима која занимају ЛГБТ читаоце, започели су средином 1970-их, стекавши популарност током 1980-их. Од деведесетих ЛГБТ теме постале су чешће у америчким популарним стриповима, укључујући и низ наслова у којима је геј лик звезда.
Стрипови су се такође бавили подтекстом и наговештајима, а њихова широка дистрибуција у штампаним новинама и часописима ограничавала је њихово укључивање у контроверзни материјал. Први отворени геј ликови у САД појавили су се у истакнутим филмовима крајем 1970-их; представљање ЛГБТ тема у овим насловима изазива гласне реакције, и похвале и осуде. Данас стрипови који информишу читатеље о ЛГБТ темама су удружени у штампаним медијима усмереним на ЛГБТ и интернет медијима у веб стриповима.
Недостатак цензуре и веће прихватање стрипа као медија за забаву одраслих у Европи довели су до тога да европски стрипови буду укључивији него раније, што је довело до мање полемике око заступљености ЛГБТ ликова на њиховим страницама. Истакнути ствараоци стрипа продуцирали су дела из Француске, Белгије, Шпаније, Немачке и Британије.
Традиција јапанске манге обухватала је жанрове стрипа за девојчице који приказују хомосексуалне односе од 1970-их, у облику јаои и јури. Ова дела су често изузетно романтична и идеализована и укључују нетипичне ликове који се често не идентификују као геј или лезбијке. Од јапанског "геј бума" деведесетих година, основано је тело манге, које су створили квир креатори, намењено ЛГБТ купцима, укључујући и бара мангу за хомосексуалце и јури мангу намењену лезбејкама, које често имају реалистичнију и аутобиографску тему. Порнографска манга често укључује и сексуалне приказе лезбејки и транссексуалаца.
Приказивање ЛГБТ тема у стриповима препознато је по неколико запажених награда, укључујући награде Гејлактик Спектрум и ГЛААД Медија Авордс за изванредне стрипове. Књижевна фондација Ламбда, препознајући запажену литературу за ЛГБТ теме својим наградама "Ламис" од 1988. године, створила је 2014. нову категорију за графичке радове. Призма КомиКс, организација основана 2003. године за промоцију ЛГБТК тема у стриповима, обезбедила је „Квир Прес Грант“ за ствараоце стрипова од 2005. године.

## Стрипови
Рани стрипови такође су избегли отворено третирање геј питања, иако су идентификовани примери хомосексуалног подтекста. У издању Милтона Канифа, Тери и пирати из 1938—1939. године, појављује се главни негативац Сањак, кога су неки тумачили као лезбејку са симпатијама према херојевој девојци.
Први широко распрострањени стрип који се бавио ЛГБТ темама и који укључује геј лик био је Донесбури,Гарија Трудоа. Стрип је представио лик Ендија Липинкота 1976. године, а његова дијагноза ХИВ- а 1989. и смрти повезане са АИДС- ом 1990. године била је прва заступљеност овог проблема у стриповима. Ова прича је довела до номинације за Пулицерову награду за Трудоа, али три новинска листа од 900 које су носиле стрип одбиле су да га објаве као неприкладног. Две године касније, дугогодишњи лик Марк Слакмејер откривен је као геј, настављајући репутацију контроверзног садржаја. Слакмејер, либерал, наставља да се појављује у стрипу, са фокусом на свој однос са својим политички конзервативним партнером Чејсом, укључујући њихов брак 1999. године и раздвајање 2007. године.
У Блом Каунтију, 11. јула 1984. године, главни јунаци стрипа боравили су у хотелу Кастро Стрит Боба и Ернија, којим је управљао геј пар С&М.
Када је Лин Џонстон за "Боље или лошије" истраживала долазак тинејџерског лика 1993. године, изазвала је бурну реакцију конзервативних група. Читаоци против хомосексуалности пријетили су да ће отказати претплате на новине, а Џонстон је примао пошту пуну мржње и пријетње смрћу њему и његовој породици. Преко 100 новина је покренуло резервне траке или отказало стрип. Један од резултата приче је да је Џонстон изабран од жирија „номиновани финалиста“ за Пулицерову награду за уредничко карикатуру 1994. године. Пулицеров одбор рекао је да стрип „сензибилно приказује откривање омладине његове хомосексуалности и утицаја на његову породицу и пријатеље." Накнадне појаве лика нису биле усредсређене на његову сексуалност, а творац је рекао да ће се то наставити.
У широко распрострањеним тракама, ЛГБТ ликови су остали као потпорни ликови 21. века, а неки, укључујући Кандорвил и Бондокс, уз повремене наступе геј ликова. Конзервативни стрип Малард Филмор повремено је приступао геј проблемима из критичке перспективе; ове приче су описане као "увредљиве" за ЛГБТ људе. Многи отворени геј и лезбијски ствараоци стрипа самостално објављују своје радове на мрежи као вебкомикс, што им даје већу уредничку слободу, а неки се штампају у збиркама. Један пример је Кајлов, Кревет и доручак Грега Фока, серија усредсређена на групу геј пријатеља који живе заједно и суочавају се са реалним проблемима повезаним са њиховом сексуалношћу, укључујући проблеме у вези и блискост.
Од краја 1980-их, посебно геј публикације су укључивале и стрипове у којима су ЛГБТ теме свеприсутне. Локалне ЛГБТ новине понекад носе своје траке, као што су Кбартер Сцене Рона Вилијамса у новинама Њу Орлеанс Имппект. Стрипови који укључују Вендел, Ховарда Круза, и Леонарда и Ларија, Тима Барела, удружени су у националне геј часописе попут Адвокејт.
Алисон Бечдел - названа "старијим државницама ЛГБТ стрипова" написала је један од најпознатијих и најдуговечнијих ЛГБТ стрипова, Дикс то Воч Оут Фор, од 1983. до 2008. Дикс то Воч Оут Фор познат је по својим друштвено и политичким коментарима и приказима ликова из свих слојева живота. Бечделов графички мемоар из 2006. године Забавни дом: Породичну трагикомику многи су медији сматрали најбољом књигом године.
Остали стрипови са ЛГБТ темама укључују Док и Раијдер, Породицу изабраних, Челси Бојс и углавном невероватан друштвени живот Итана Грина. Итан Грин је такође адаптиран у дугометражни играни филм.

## Притајени и алтернативни стрипови
ЛГБТ теме прво су пронађене у притајеним или алтернативним стриповима, које су често објављивале мале независне штампе или самостално објављивале. Такви су стрипови често заговарали политичке ставове и укључивали су приказе секса, који обично нису били намењени само изазивању узбуђења, већ су укључени као део истраживања тема, укључујући род и сексуалност.
"Капетан Писгумс и његови перверзни гусари" С. Klaj Vilsonиз Зап Komik # 3 (1968) садржавали су експлицитне сексуалне хомосексуалне чинове и били су кључни инструменти у томе да други подземни карикатуристи приступе табу темама. Међутим, гејеви су се ретко појављивали у андерграунд стриповима од 1968. до 1975. Године, а када су то радили, обично су кидали карикатуре и комичне трансвестите. Улога филма "Харолд Хедд" Ранда Холмса из 1971. године истиче се због напада на хомофобију сексуалног приручника Давида Рубенa. Све што сте одувек желели да знате о сексу * (* Али сте били уплашени да питаte), који садржи изричите међусобне хомосексуалне сексуалне радње, и промовисање геј ослобађања.